# Rea Mauranen

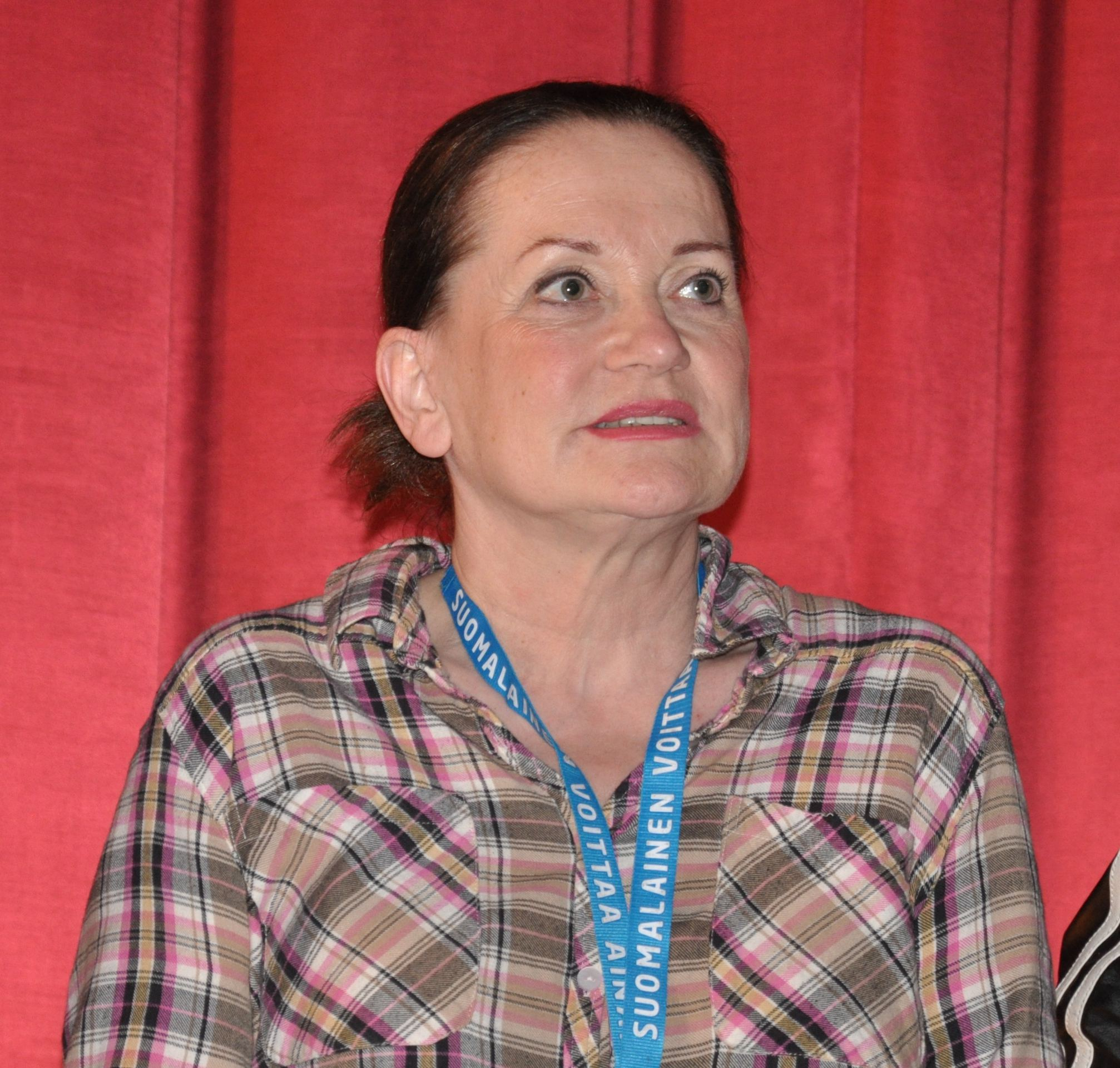
Rea Mauranen

Rea Tellervo Mauranen, född 25 april 1949 i Helsingfors, är en finländsk skådespelare.

## Filmografi (urval)
- 1983 – Apinan vuosi
- 1985 – Da Capo
- 1985 – Suuri illusioni
- 1988 – Pohjanmaa
- 1993 – Kärlekens himmelska helvete
- 1997 – Vildängel
- 1997 – Hammarkullen eller Vi ses i Kaliningrad
- 2005 – Valo
- 2015 – Armi lever!
- 2017 – Presidentti
- 2020 – Cold Courage (TV-serie)
- 2023 – The Reindeer Mafia (TV-serie)